# The Look of Love (Sérgio Mendes)
The Look of Love è il primo singolo estratto dall'ultimo album di Sérgio Mendes, Encanto.
La canzone è in collaborazione con Fergie, ed è stata pubblicata il 18 marzo 2008.